# 1 E10 m
Pour aider à comparer les ordres de grandeur des différentes longueurs, voici une liste de longueurs de l'ordre de 1010 m, soit 10 millions de km :
- 18 millions de km : une minute-lumière, la distance parcourue par la lumière en une minute
- 24,36 millions de km : rayon d'une orbite héliostationnaire
- 40 millions de km : diamètre de Rigel, une supergéante bleue
- 53 millions de km : diamètre d'Aldébaran
- 56 millions de km : Distance minimale de Mars à la Terre
- 58 millions de km : distance entre le Soleil et Mercure
- 76 millions de km : distance moyenne entre Neptune et Néso, la plus grande distance entre un satellite et sa planète primaire dans tout le système solaire